# King Lear (film 1909)
King Lear è un cortometraggio muto del 1909 diretto da James Stuart Blackton e da William V. Ranous. Forse la prima di numerosissime versioni cinematografiche tratte dalla tragedia di Shakespeare. Nel ruolo di Lear, uno dei registi, William V. Ranous. In quello di Cordelia, Julia Swayne Gordon.
Un cortometraggio di 16 minuti, riversato attualmente in DVD. Prodotto dalla Vitagraph, era uscito nelle sale il 27 marzo 1909.

## Produzione
Il film fu prodotto per la Vitagraph Company of America da James Stuart Blackton.

## Distribuzione
Distribuito dalla Vitagraph Company of America, il film - un cortometraggio di 293 metri - uscì nelle sale statunitensi il 27 marzo 1909. Copie del film sono conservate negli archivi della Library of Congress (copia positiva in 35 mm, e due copie (positivo e negativo) in 16 mm).